# Тіптон (Айова)
Тіптон (англ. Tipton) — місто (англ. city) в США, в окрузі Седар штату Айова. Населення — 3149 осіб (2020).

## Географія
Тіптон розташований за координатами 41°46′11″ пн. ш. 91°7′42″ зх. д. / 41.76972° пн. ш. 91.12833° зх. д. (41.769790, -91.128372).  За даними Бюро перепису населення США в 2010 році місто мало площу 5,42 км², уся площа — суходіл.

## Демографія
Згідно з переписом 2010 року, у місті мешкала 3221 особа в 1394 домогосподарствах у складі 842 родин. Густота населення становила 595 осіб/км².  Було 1510 помешкань (279/км²).
Расовий склад населення:
| - 97,9 % — білих - 0,3 % — чорних або афроамериканців - 0,3 % — азіатів - 0,2 % — корінних американців - 0,1 % — вихідців з тихоокеанських островів |

До двох чи більше рас належало 1,0 %. Частка іспаномовних становила 1,4 % від усіх жителів.
За віковим діапазоном населення розподілялося таким чином: 24,2 % — особи молодші 18 років, 55,0 % — особи у віці 18—64 років, 20,8 % — особи у віці 65 років та старші. Медіана віку мешканця становила 42,3 року. На 100 осіб жіночої статі у місті припадало 93,3 чоловіків;  на 100 жінок у віці від 18 років та старших — 88,9 чоловіків також старших 18 років.
Середній дохід на одне домашнє господарство  становив 54 958 доларів США (медіана — 50 734), а середній дохід на одну сім'ю — 69 251 долар (медіана — 62 616). Медіана доходів становила 42 031 долар для чоловіків та 29 188 доларів для жінок. За межею бідності перебувало 8,8 % осіб, у тому числі 11,7 % дітей у віці до 18 років та 6,0 % осіб у віці 65 років та старших.
Цивільне працевлаштоване населення становило 1639 осіб. Основні галузі зайнятості: освіта, охорона здоров'я та соціальна допомога — 19,0 %, роздрібна торгівля — 17,0 %, виробництво — 16,4 %.